# Andruschiwka (Winnyzja)
Andruschiwka (ukrainisch Андрушівка; russisch Андрушевка Andruschewka, polnisch Andruszówka) ist ein Dorf im Nordosten der ukrainischen Oblast Winnyzja mit etwa 1100 Einwohnern (2001).

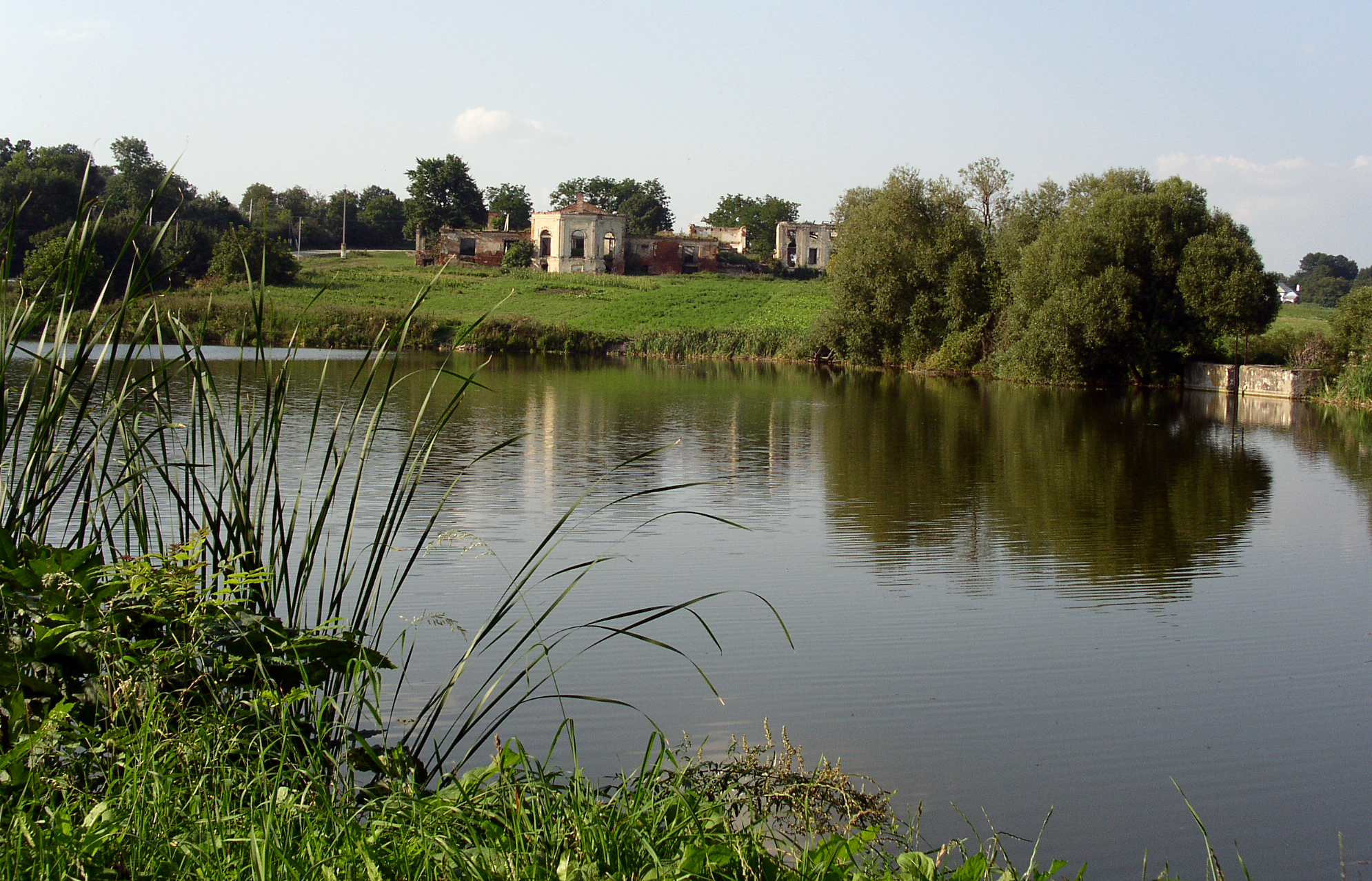
Ruine des ehemaligen Herrenhauses in Andruschiwka

Das im 19. Jahrhundert in Podolien gegründete Dorf liegt auf einer Höhe von 286 m nahe der Quelle der Roska (Роська), einem 73 km langen, rechten Nebenfluss des Ros, etwa 20 km südlich vom ehemaligen Rajonzentrum Pohrebyschtsche und etwa 70 km nordöstlich vom Oblastzentrum Winnyzja. Vier Kilometer östlich vom Dorf verläuft die Territorialstraße T–06–06.
Im Dorf befinden sich die Ruinen des Tyschkewytschiw-Palastes ⊙, einem 1780 von Michail Jakubowski erbauten Herrenhaus, dass einst dem Grafen Tyszkiewiczów gehörte, dem es seinen Namen verdankt.
Am 12. Juni 2020 wurde das Dorf ein Teil der neugegründeten Stadtgemeinde Pohrebyschtsche, bis dahin bildete es zusammen mit dem Dorf Parijiwka (Паріївка) sowie der Ansiedlung Filjutka (Філютка) die gleichnamige Landratsgemeinde Andruschiwka (Андрушівська сільська рада/Andruschiwska silska rada) im Süden des Rajons Pohrebyschtsche.
Am 17. Juli 2020 kam es im Zuge einer großen Rajonsreform zum Anschluss des Rajonsgebietes an den Rajon Winnyzja.